# Валя-Гирбя
Валя-Гирбя (рум. Valea Gârbea) — село у повіті Харгіта в Румунії. Входить до складу комуни Лунка-де-Сус.
Село розташоване на відстані 233 км на північ від Бухареста, 21 км на північний схід від М'єркуря-Чука, 143 км на південний захід від Ясс, 101 км на північ від Брашова.

## Населення
За даними перепису населення 2002 року у селі проживали 587 осіб.
Національний склад населення села:
| Національність | Кількість осіб | Відсоток |
| -------------- | -------------- | -------- |
| угорці         | 506            | 86,2%    |
| румуни         | 81             | 13,8%    |

Рідною мовою назвали:
| Мова      | Кількість осіб | Відсоток |
| --------- | -------------- | -------- |
| угорська  | 508            | 86,5%    |
| румунська | 79             | 13,5%    |